# الکس وب
الکس وب (انگلیسی: Alex Webb؛ زادهٔ ۵ مه ۱۹۵۲) عکاس اهل ایالات متحده آمریکا است که با آژانس عکس مگنوم فوتوز کار می‌کند. او کتابهای زیادی منتشر کرده و با مجلاتی همچون تایم، ژئو و مجله نیویورک تایمز همکاری داشته‌است.
الکس وب همچنین برندهٔ جوایزی همچون کمک‌هزینه گوگنهایم شده‌است.